# Алоиз Лихтенштейнский
Алоиз Лихтенштейнский (нем. Alois Gonzaga Maria Adolf von und zu Liechtenstein, 17 июня 1869, Холленег, Штирия — 16 марта 1955, Вадуц) — князь, сын Альфреда Лихтенштейнского и принцессы Генриетты Лихтенштейнской, дочери Алоиза II.
Алоиз родился в австрийском городе Холленег. 20 апреля 1903 года в Вене состоялась его свадьба с эрцгерцогиней Елизаветой Амалией Австрийской (дочерью эрцгерцога Карла Людвига), которая родила ему восьмерых детей.
26 февраля 1923 года Алоиз отказался от права на престолонаследование в пользу своего сына Франца Иосифа II, который в 1938 году, после смерти Франца I, стал новым князем Лихтенштейна.
Алоиз был награждён орденом Золотого руна в Австрии, став 1177-м кавалером этого ордена.
Алоиз Лихтенштейнский умер в Вадуце.

## Дети
- Франц Иосиф II (16 августа 1906 — 13 ноября 1989), князь Лихтенштейна с 1938 года.
- Мария Терезия (14 января 1908 — 30 сентября 1973), вышла замуж за Артура Графа Штрахвиц фон Гросс-Заухе и Камминец, трое детей:
  - Антониус (род. 25 ноября 1944)
  - Станислаус (род. 23 мая 1946)
  - Стефания (род. 23  мая 1946)
- Карл Альфред (16 августа 1910 — 17 ноября 1985), женился на эрцгерцогине Агнес Кристине Австрийской, 7 детей:
  - Доминик Лихтенштейнский (20 января 1950 — 20 сентября 2009)
  - Андреас Лихтенштейнский (род. 25 февраля 1952)
  - Грегор Лихтенштейнский (род. 18 апреля 1954)
  - Александра Лихтенштейнская (25 декабря 1955 — 27 февраля 1993)
  - Мария Пиа Лихтенштейская (род. 6 августа 1960)
  - Катерина Лихтенштейнская (род. 27 января 1964)
  - Бриджит Лихтенштейнская (род. 13 апреля 1967)
- Георг Хартманн (11 ноября 1911 — 18 января 1998), женился на герцогине Марии Кристине Вюртембергской (род. 1924) (дочери Филиппа Альбрехта Вюртембергского)
  - Маргарита (1 мая 1950 — 25 июля 2013)
  - Мария Ассунта (род. 28 апреля 1952)
  - Изабелла (род. 17 мая 1954)
  - Кристоф (род. 15 января 1958)
  - Мария Елена (род. 8 сентября 1960)
  - Георгина (род. 13 ноября 1962)
  - Микаэла (род. 5 июля 1969)
- Ульрих Диетмар (29 августа 1913 — 13 октября 1978), женат не был, потомства не оставил
- Мария Генриетта (6 ноября 1914 — 13 октября 2011), вышла замуж за Петера фон Эльца фон Штромберга
  - Йоханнес (род. 22 августа 1946)
  - Александр (род. 9 октября 1947)
  - Франц (6 августа 1950 — 15 октября 2007)
- Алоиз Генрих (20 декабря 1917 — 14 февраля 1967), женат не был, потомства не оставил
- Генрих Хартнейд (1 октября 1920 — 29 ноября 1993), женился на графине Амалии фон Подстатцки
  - Мария Елизавета Лихтенштейнская (род. 30 июня 1969)
  - Хубертус Алоиз Лихтенштейнский (род. 24 мая 1971)
  - Мария Терезия Лихтенштейнская (род. 29 января 1974)